# هاري دي ويندت
هاري دي ويندت (وُلد سنة 1856م، تُوفي سنة 1933م) مستكشف وكاتب رحلات فرنسي.